# ローラーゲーム

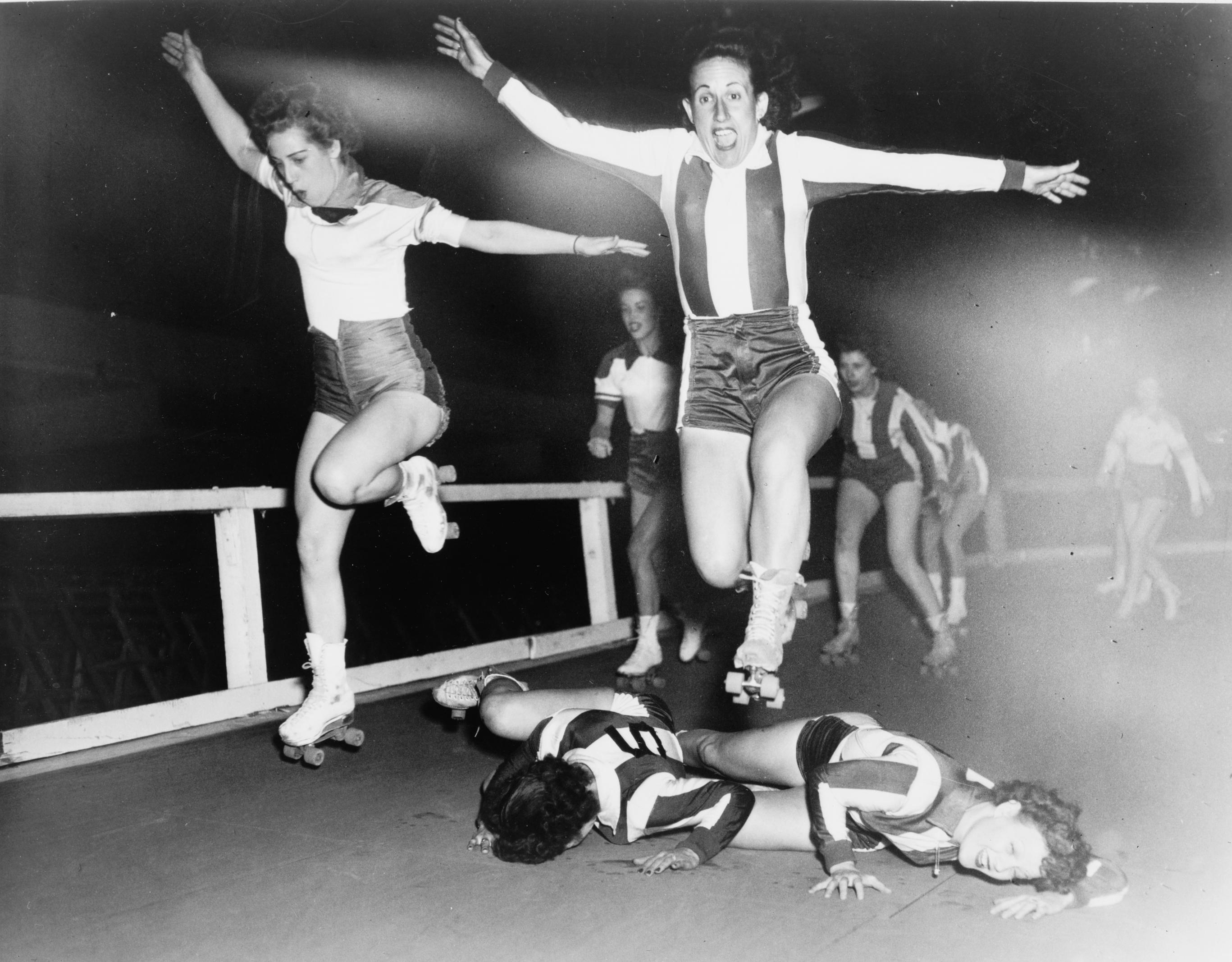
ローラーダービー（1950年）

ローラーゲーム（英語：Roller Games）は、ローラースケートをはいてトラックで行うエンターテイメント性の強いチームスポーツ、チーム格闘技、ローラースポーツである。後にほとんどが女性選手の競技となっている。発祥国のアメリカ合衆国カナダやワールドスケートジャパンではローラーダービー（Roller derby）と呼ぶ。
アメリカ合衆国で1930年代から発展、1960年代には流行しテレビ中継も行なわれた人気競技だったが、1970年代で一旦流行が終了していた。2001年から再度復活の兆しを見せ、アマチュア競技として北アメリカ及びその他の国々で競技が行なわれている。のちに世界で約1250ヶ所のリーグがある状況になった。

## 歴史

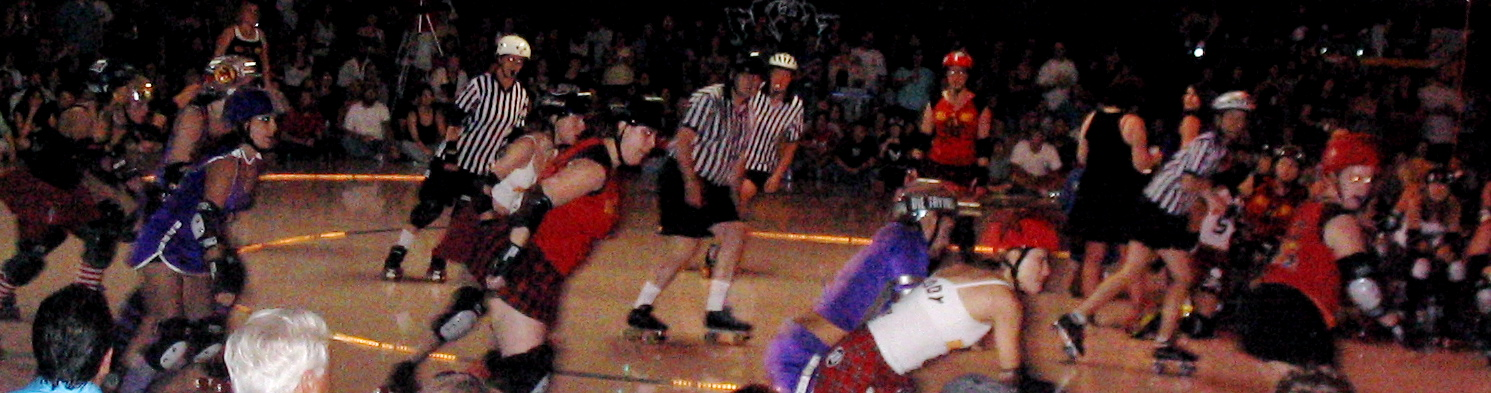
アメリカ合衆国のローラーダービー（Texas Rollergirls）

アメリカ合衆国で1960年代から流行し、盛んにテレビ中継された。(en:Roller_Games)
しかし、アメリカ合衆国では市場調査の結果、このスポーツのファン層が購買力のほとんどない最低所得者層であることが判明し、やがてスポンサーが離れテレビ中継は下火になっていった。しかし、その後も一部に根強いファン層は存在する。アメリカ合衆国では、競技名としては「ローラーダービー」(en:Roller_Derby)が一般的である。
日本では1968年4月から1970年9月までロスアンゼルスサンダーバードの活躍が東京12チャンネル（のちのテレビ東京）で放送された。ロスアンゼルスサンダーバードの放送終了から2年後、日本人選手と日系人選手の混成チームが日本人チーム東京ボンバーズとして1972年にハワイで結成され、日米でアメリカ合衆国のチームと対戦した。これらの試合が1972年10月から毎週東京12チャンネルでレギュラー放送され、静かなブームになった。
純粋な競技というよりも、ショー的要素の強いプロレスと共通する部分が見られ、ブック、アングル、ギミック、暗黙の了解があるといわれる。東京ボンバーズのアメリカ合衆国での試合も日本で放送される場合はほとんどベビーフェイス（善玉）を演じることが多かった。『日米対抗ローラーゲーム』の最終回が近づくとヒール（悪玉）を担当している試合も放送された。アングル等により、2選手間に抗争が勃発、激化すると1対1による禁止技のない試合マッチレースが開催された。マッチレースはテレビでは放送されなかった。
1989年に米国で1シーズンだけテレビ中継が復活した。(en:RollerGames)
その後、1999年から2001年までアメリカ合衆国で4シーズンだけ『ローラージャム』の名でテレビマッチを中心に再復活した。スケートがインラインスケート主流になるなど近代化されたこと以外はオリジナルと変わらないスタイルで行われた。(en:RollerJam)。
日本でも小泉博が再編した第2次東京ボンバーズが興したローラースポーツのスピード、ダンスから選手を集めローラーバトルを名称としルールを改正したギミック抜きの路線や、女子プロレスラージャガー横田を選手として迎えた勢力等、様々な形で散発的に復活している。
2017年9月、国際ローラースポーツ連盟（のちのワールドスケート）が南京で第1回ワールドローラーゲームズを開催。この「ローラーゲーム」は当記事のローラーゲームのことではない。10分野に及ぶローラースポーツの世界選手権を一堂に会し開催したイベントである。そしてローラーダービーも1分野に入っていた。日本では折笠吉美が創設した東京ダービードールスをメインとしたチームを派遣して、女子種目が実施され、アメリカが優勝した。他にオーストラリア、スペイン、日本が参加した。日本代表チームは国際ローラースポーツ連盟の日本の国内競技連盟日本ローラースポーツ連盟（のちのワールドスケートジャパン）が派遣し、監督は小泉博が務めた。『ローラージャム』ではインラインスケートが主流だったがこのローラーダービーでは全員クアッドスケートか、クアッドスケートが主流である。

## 試合ルール
1960年代から1970年代当時に主流となっていたテレビマッチのルールを簡単に案内する。

### 試合用リンク
試合は走路幅3.60 m、1周が40～70 mのトラックを使って行う。トラック1周の距離は試合を行う会場の広さに合わせた距離に調整できるトラック（当時はベニア合板の上に米国メソナイト社製の圧縮材をビス止めして走路をつくった）が使われる。トラックには0度から45度（会場によって様々）程度までの傾斜がつけられる。通称「バンクトラック」と呼ばれる。

### チーム
1チームは男性5名女性5名の男女混成10名で構成されるが、交代要員（補欠ではない）として男女とも4-5名の選手がチームベンチに控えている。要員はチームの作戦にしたがって順次出場する。

### 対戦
基本的には5名対5名の対戦。女性は相手チームの女性5名と男性は相手チームの男性5名とピリオド別に戦う。
1ピリオドと3ピリオド目は女性陣が対戦して2ピリオドと4ピリオド目は男性陣が対戦する。反則行為にペナルティーが科せられたときには5名対4名で対戦したり5名対3名で対戦したりすることもある。また、負傷などによりチーム要員が不足したときなどは男性チームに女性が加わって対戦することが認められることもある。

### ピリオド
通常のテレビマッチでは1試合4ピリオド制でおこなわれていた（一般的には8ピリオド制）。1ピリオドとは10分間の試合の区切時間を指す。試合中のトラブル等が発生した時間については審判員の判断で時間をとめてトラブル時間を加えないこともあるが、小さなトラブルでは進行する試合時間をとめることはない。

### ジャム
各ピリオド内で最長1分制限の得点争奪競技（ジャムと呼称される）が審判員のホイッスルを合図に開始される。走路に設けられたスタートラインからのスタートは最初の1回目と、休憩時間後のスタートのときで通常は滑走スタートがもちいられ、両チームが左回りに滑走しながら攻守の布陣を整えたのを確認した審判員がホイッスルを鳴らして得点争奪競技（以後ジャムと称する）がはじまる（攻守の布陣とは、各チーム2名、合計4名の得点役が滑走集団の最後方に位置して滑走をはじめたときを指す）。

### ジャマー
ローラーゲームには「ジャマー」と呼ばれる得点役が存在する。ジャマーには誰でもなれるが人数に制限があり、1チーム5名の中で2名までのジャマーが認められている。したがって、両チーム合わせて最多で4名のジャマーが同時にスケーター集団（パック）の前方へ飛び出して得点を競う場合もあるが、ジャマーが先陣を争う戦いで転倒したりコースアウトしたりすることが多く、ほとんどの場合1人か2人のジャマーしか残らない。

### 得点
第1ピリオドの最初のスタートを除き、ジャマーはジャム開始直後まで滑走集団の最後方で滑走していなくてはならない。ジャム開始のホイッスルの合図のあと、前方を滑走する相手チームのスケーターを追い抜きさらに滑走して1周先回りした状態をつくらなくてはならない。先回りした状態の相手チームスケーターを1人抜くと1得点と成り、2人抜くと2得点となる。同一チームで2人残ったジャマーが相手チームの1人を抜いた時にはジャマー1人1人に得点が与えられるので2得点となる。

### ジャムの時間と得点
ジャムの項でしるしたように、ジャムは最長1分間制限なので全員を抜き終わったあとでも時間が残されている時はさらに先回りすることにより2度抜き、さらに先回りして3度抜きが認められるので先回りの条件を満たしている限り1人の相手から2得点3得点が理論上は可能となる。

### アシストと反則
ジャマー以外のチームメンバーはジャマーが得点しやすいようにアシストする。その方法として、相手チームが前方へ進みにくくなるように相手チームの前に群がったり両手を大きく開いて滑走を妨害したりするジャムが許されている。一般的には相手チームが前方へ進みにくくすることを『パックをコントロールする』といわれる。くわえて、1周先回りして滑走集団の後方まできたジャマーの得点障害となる相手チームのブロッカーにフェイントを掛けて自チームジャマーの走路を確保したり状況によっては相手チームブロッカーを強硬に排除したりすることもある。たとえば、腕や脚によるアタックやブロック、身体全体を使ったチャージなどの技術で排除することは認められているが、顔や頭を殴る、ローラーシューズで蹴り飛ばす、相手のユニフォームや髪を掴んで引き倒す、ローラーシューズを脱いで格闘するなどの行為は反則になる。

### 反則者と得点
反則を取られると、反則者は定められた時間、チームベンチ後方に設置されたペナルティーボックス入りが命ぜられ、その時間、反則者の人数分減員した人数で相手チームと戦わなくてはならない。ジャム中に対戦チームに得点を許すと、ペナルティーボックス入りしている人数分が加算されて相手チームの得点となるので反則者を出したチームには不利となる。

### ジャムの終了
1分間の制限時間になったとき。ジャマーが1人もいなくなったとき。先頭ジャマーがコールオフしたときにジャムは終了する。

### コールオフの権利
通常なら両チームで4名のジャマーが存在することになるが、最先頭に位置するジャマー（リーディングジャマ―）1名のみにジャムを何時でも終了させる権利があたえられている。ジャムを終わらせる権利の主張は先頭ジャマーが両手を自分の腰にあてがうかたちをつくることで成立し「コールオフ」と呼ばれてジャムが終了する（コールオフを有効に使うと相手チームに得点を与える前にジャムを終了させることができるため、足の速いスケーターを擁するチームには有利となる。こうして1ピリオド10分間の中で何回もジャムが繰り返されて得点を競う）。

### 勝敗
試合の勝敗は最終的に男女が獲得した合計の得点で決まる。

### ヘルメット
1960年代まで試合にヘルメットをつかうことはなかったが、得点役のジャマーが誰なのか判断しにくかったために1970年代になってからジャマーはヘルメットを使用するようになった。また、同時にヘルメットを使用していないとジャム開始時に滑走集団の最後尾からスタートしていても得点役のジャマーとはみなされなくなった。

### マッチレース
ローラーゲームのイベント的な色彩の強いレース。ほとんどの場合、5ピリオド目開始前におこなわれる。試合中あるいは試合外で発生した選手間やチーム間などもろもろのトラブルをレースで決着させようというもので、ルールは当事者2人の成り行きで決められるが、基本はスタートとゴールがあって早くゴールした方が勝ちとなる。たとえば、当事者間でトラック5周とか10周と決めてスピードを競うとか、殴る、蹴る、引っ張るOKなど通常は反則とされる行為もお互いが認めると可能となる。普通は1対1のレースだがまれに2対2とか1対2の変則レースでファンの興味を引くこともある。

## 競技用語
- ジャマー（得点役）
- ダブルジャマー（各チーム2名までの得点役が認められていたので2名が飛び出した時の呼称）
- リーディングジャマー（2名以上のジャマーで先頭に位置する者を指す)
- アタック（得点するために相手チームのスケーターに体当たり等の攻撃をしかける行為）
- ブロッカー（腕や腰、遠心力等を利用して相手ジャマーに得点させないための防御役）
- ダブルブロッカー（2人がかりで防御する行為）
- リバースブロック（左周り滑走を逆走して体当たりなどを加える行為）
- 中央突破（ダブルブロッカーの中央から突破してブロック体勢を崩す攻撃）
- 露払い（ヘルプに付いたスケーターがジャマーを後ろに従え前方を滑走する相手チームのスケーターを一人ずつ倒してしまう方法でジャマーは労せず得点することができる）
- ホイップ（後方のスケーターの勢いを付けさせるために手で引っ張って前方へあおり出す技）
- ダブルホイップ（2名のスケーターが連結して後方のスケーターを前方へあおり出す技。3 - 4名の大技大車輪ホイップもある）
- レッグホイップ（手で引っ張りだす代りに足を使って前方へあおり出す技で両手はフェイントに使える）
- ダブルレッグホイップ（手と手の連結が普通のホイップで足と手、足と手の　W連結ホイップ）
- パック（スケーターの塊）
- パックコントロール（自チームジャマーと同じスピードで相手チームスケーターを滑走させると得点が難しいので相手チームのスピードを殺して得点し易い状態を作る行為。パックをコントロールできないと逃げるが勝ちで日本的に紹介された「スタコラ作戦」なる相手チームの大逃げとなりジャマーは得点することができなくなる）
- コールオフ（1分競技ジャムの終了宣言、ジャマーの中で先頭に位置する者のみに与えられた権利で両手を自分の腰に宛がってアピールすることで成立する）
- ピリオド（男女のゲーム時間の区切り　1ピリオドは10分間）
- ジャム（ピリオド内で最長1分間区切の競技を指す。コールオフが有るため、最短数秒で終えるジャムもある）
- ペナルティーボックス（ゲーム中の反則者を入れる専用ボックス）
- インフィールド（滑走トラックの内側を指す。ローラーゲームではインフィールドの中央に負傷者救護所、両サイドに両チームベンチ、両ベンチ後方にペナルティーボックスが有る）
- ハンドレール（スケーターが飛び出すのを防ぐ滑走トラックの外周柵）

## 21世紀のローラーダービー運営組織
21世紀、ローラーダービーの運営組織で最大のものは、女子フラットトラックダービー協会（Women's Flat Track Derby Association、略称WFTDA）であり、傘下に正会員176リーグ、準会員119リーグが加盟している。他に大規模なものでは、男子もしくは男女混合リーグが加盟する男子ローラーダービー協会（Men's Roller Derby Association、略称MRDA）がある。アメリカ合衆国内では18歳未満が競技する試合はジュニア・ローラーダービー協会（Junior Roller Derby Association）が管轄し、未成年用に制限された部分以外はWFTDAとほぼ同じルールを採用している。
アメリカ合衆国以外では、オーストラリアのスケート・オーストラリア (Skate Australia) やイギリス・ローラースポーツ連盟（British Roller Sports Federation）、ローラースポーツ・カナダ（Roller Sports Canada）など、各国のスケート協会やローラースポーツ協会が管轄している場合が多い。ヨーロッパでは2010年までにスケートボードやローラースケートなどローラースポーツの国際競技連盟である国際ローラースポーツ連盟（Federation Internationale de Roller Sports、略称FIRS、のちのワールドスケート）が正式に管轄しており、この団体は国際オリンピック委員会（IOC）にも加盟していて東京オリンピックではスケートボードを主管する。このローラーダービーは世界に広がり、女子ではのちにアメリカが強豪国となっている。
アメリカ合衆国のローラーダービーの各リーグは、現在のところ全国統一の組織が形成されていないが、WFTDAとUSARSが保険関連の事情で互恵関係を維持している。カナダのリーグの多くはアメリカ合衆国の連盟に加盟しているものも多い。

## 各国の過去のチーム

### アメリカ合衆国

#### 1961–1975年
- ニューヨーク・ボンバーズ：東京ボンバーズとチーム名称をかけて戦い、敗れたため一時「チーフス」に名称変更したことがある
- ロサンゼルス・サンダーバード
- デトロイト・デヴィルズ
- テキサス・アウトローズ
- シカゴ・ホークス
- ボルチモア・キャッツ
- フィラデルフィア（ハワイアン）・ウォリアーズ
- ウエスタン・レネゲイズ

他

### カナダ
- カナダ・ロイヤルズ（1970年代）

### 日本
- 東京ボンバーズ（2002年に元メンバーにより再編された同名の団体東京ボンバーズとの連続性はない）
- 東京ダービードールス

## テレビ放送

### アメリカ合衆国
- 1948年、ローラーダービーはニューヨークの放送局で初めてテレビ放送された[5]。
- 1949年、6チームからなるナショナル・ローラーダービー・リーグ（NRDL）が結成され放送された。
- 1950年代から1960年代にかけても放送されたが、視聴者数が減少していった。
- 1989年、『ローラーゲーム (RollerGames )』が1シーズンだけ放送された。この番組では8の字型のトラックを使用していた。
- 1999年、スパイクTVで『ローラージャム (RollerJam )』が製作された。この番組では旧型のローラーダービーと同じルールが採用されたが、インラインスケートの使用も許可されていた。

### 日本
- 『ローラーゲーム』（1968年 - 1970年、東京12チャンネル（のちのテレビ東京）） 実況：ミッキー安川、解説：宮本たかし
- 『日米対抗ローラーゲーム』(1972年 - 1975年、東京12チャンネル） 実況：土居まさる、解説：ドクター宮本（宮本隆司）、ゲスト：児島みゆき（のちの児島美ゆき）
- 『ニューローラーゲーム』（1978年、東京12チャンネル） 実況：土居まさる、解説：鈴木陽子、ゲスト：清水クーコ
- 『ローラージャム』（2000年、AXN） 実況：ボンバー森尾、解説；小泉博

## ローラーダービーを扱った作品
- 映画『カンサス・シティの爆弾娘』(Kansas City Bomber)1972年製作、ジェロルド・フリードマン監督、主演:ラクエル・ウェルチ、出演:ジョディ・フォスター、出演スケーター：ジュディー・アーノルド（ウォリアーズ女性キャプテン）ジュディー・ソウィンスキー（チーフス女性キャプテン）ラルフ・バラディアス（Tバードコーチ）ロニー・レインズ（チーフスコーチ）、出演の日本人スケーター：ミキ・角田（東京ボンバーズ2代目コーチ）佐々木ヨーコ（東京ボンバーズ女性チームの初代キャプテン）

- ドラマ「あぶない少年」（第一作、1987年10月7日～同年12月30日まで毎週水曜19:00-19:54にテレビ東京系列局にて放送。全12話）。当時、「ローラースケートを履いて歌い踊るアイドル」として人気絶頂を極めた光GENJIの初主演ドラマ。

- コミックス・映画『20世紀少年』
- 映画『ローラーガールズ・ダイアリー』（原題:Whip It!）2009年のアメリカ映画。女優であるドリュー・バリモアの長編映画監督デビュー作品で、本人も出演している。原作はショーナ・クロスの『Derby Girl』。日本では2010年5月に公開された。
- ゲーム『Rollergames』（1990年、Williams）ピンボール
- ゲーム『ローラーゲームズ』（1991年、コナミ）アーケードゲーム
- テレビドラマ『CSI:NY』シーズン2第10話「マンハッタン・キングダム」（2005年、アメリカCBS）
- テレビドラマ『CSI:マイアミ』シーズン9第12話「ダービーガールの死に様」（2011年、アメリカCBS）
- テレビドラマ『BONES』シーズン8第14話「ローラーゲーム殺人事件」（2013年2月4日、アメリカFox）
- テレビドラマ『Hawaii Five-0（ハワイファイブオー）』 シーズン3 第18話「ローラーガールズ/Na Ki'i(Dolls)」(2013年3月18日、アメリカCBS)

## ローラーダービー類似の競技を題材にした作品
- アニメーション作品『IGPX』
- 映画『ローラーボール』(Rollerball) - 1975年製作、ノーマン・ジュイソン監督、主演:ジェームズ・カーン、ジョン・ハウスマン、モード・アダムス
- 映画『ローラーボール』 - 2001年製作、ジョン・マクティアナン監督、出演:クリス・クライン、ジャン・レノ、LL・クール・J、レベッカ・ローミン＝ステイモス、ナヴィーン・アンドリュース、オレッグ・タクタロフ
- 漫画『銃夢』(モーターボール篇)
- 漫画『マクロス7 トラッシュ』
- 漫画『キン肉マン』